# Осилница
Осилница (словен. Osilnica) је насеље и управно средиште истоимене општине Осилница, која припада Југоисточнословеначкој регији у Републици Словенији.
По попису становништва из 2011. године насеље Осилница имало је 87 становника.